# Nastja Čeh
Nastja Čeh (* 26. Januar 1978 in Ptuj, ehem. SFR Jugoslawien, heute Slowenien) ist ein ehemaliger slowenischer Fußballnationalspieler.

## Vereinshistorie
In der Saison 1996/1997 kam er von Olimpija Laibach zu NK Maribor und wechselte anschließend zum FC Brügge. Im Jahr 2005 wurde Čeh für geschätzte 500.000 Euro Ablöse Spieler von FK Austria Wien, im September 2006 jedoch von seinem Verein suspendiert, nachdem Ungereimtheiten in Zusammenhang mit seinem Einberufungstermin für die slowenische Nationalmannschaft auftauchten. Am 18. Dezember 2006 einigten sich jedoch Austria Wien und Čeh auf eine vorzeitige Vertragsauflösung. Ab dem 1. Januar 2007 spielte er bis 2008 für den russischen Erstligisten FK Chimki, im ersten Halbjahr 2009 folgte ein kurzes Intermezzo beim heute griechischen Zweitligisten Panserraikos.
Die zweite Hälfte des Jahres 2009 bestritt er als Mittelfeldspieler beim kroatischen Erstligaverein HNK Rijeka, im Januar 2010 wurde er schließlich vom israelischen Erstligisten FC Bnei Sachnin übernommen. Im Sommer 2011 stand erneut ein Vereinswechsel an, es hielt ihn allerdings in Israel, und so unterzeichnete er einen Vertrag beim Erstligisten Maccabi Petach Tivka, der im Juli 2012 endet.
Ab dem Sommer 2012 stand er beim indonesischen Erstligisten PSMS Medan unter Vertrag. Doch schon kurze Zeit später ging er weiter zum FC Thanh Hóa nach Vietnam. Von 2014 bis 2018 spielte er dann für NŠ Drava Ptuj und beendete dort seine aktive Karriere.

## Nationalmannschaft
Insgesamt kam Čeh in der slowenischen Fußballnationalmannschaft zu 46 Einsätzen. Während dieser Zeit erzielte er 6 Tore. Während der  Qualifikationsrunde zur Fußball-Weltmeisterschaft 2002 wurde er zweimal eingewechselt.
Auch im Rahmen der Qualifikation zur Fußball-Europameisterschaft 2004 kam er in zwei Spielen zum Einsatz, ebenso wie im Qualifikationsspiel gegen Belarus während der Fußball-Weltmeisterschaft 2006.